# Majarî, Sînelnîkove
Majarî (în ucraineană Мажари) este un sat în comuna Șevcenkivske din raionul Sînelnîkove, regiunea Dnipropetrovsk, Ucraina.

## Demografie
Componența lingvistică a localității Majarî
     Ucraineană (94,12%)
     Rusă (5,88%)
Conform recensământului din 2001, majoritatea populației localității Majarî era vorbitoare de ucraineană (94,12%), existând în minoritate și vorbitori de rusă (5,88%).